# Albert Descamps (homme politique)
Pour les articles homonymes, voir Albert Descamps et Descamps.
Albert Descamps, né le 13 octobre 1832 à Lectoure (Gers) et mort le 21 octobre 1910 à Lectoure, est un homme politique français. Il est le petit-fils de Bernard Descamps, conventionnel et député du Gers.

## Biographie
Avocat, il est maire de Lectoure, conseiller général et député du Gers de 1876 à 1885 et de 1889 à 1893, inscrit au groupe de la Gauche républicaine. Il est l'un des 363 qui refusent la confiance au gouvernement de Broglie, le 16 mai 1877.
Portant un grand intérêt au passé et à l’histoire de sa ville, il est à l’origine du musée, dont il nomme Eugène Camoreyt conservateur. Il obtient également la création d’un musée de peinture, à partir de 1880, constitué par des dépôts et des dons de l’État, dont le contenu est aujourd’hui dispersé dans l’hôtel de ville.
Il consacre les dernières années de sa vie à l’étude et à la transcription des documents anciens : minutes notariales, chartes, registres.
Il épouse Ernestine Escalup, fille d'un notaire de Condom, François Escalup, et d'Ernestine Soubdès, petite-fille de Jean-Louis Soubdès. Il a d'elle une fille, Nady Descamps, qui se marie avec André Donnodevie, mais n'a pas d'enfant.

## Décoration
- Chevalier de la Légion d'honneur janvier 1888, carrière

## Sources
- « Albert Descamps (homme politique) », dans Adolphe Robert et Gaston Cougny, Dictionnaire des parlementaires français, Edgar Bourloton, 1889-1891 [détail de l’édition]
- « Albert Descamps (homme politique) », dans le Dictionnaire des parlementaires français (1889-1940), sous la direction de Jean Jolly, PUF, 1960 [détail de l’édition]